# Radnice v Napajedlech
Radnice v Napajedlech je novorenesanční stavba z let 1903–1904 od uherskohradišťského architekta Dominika Feye na Masarykově náměstí. Od roku 1963 je chráněna jako kulturní památka České republiky.

## Historie
Když stará radnice Napajedel v roce 1662 vyhořela, městské radě sloužil obecní dům, který však na konci 19. století jejím potřebám již nevyhovoval. Hlavním impulsem ke stavbě nové radnice ale bylo povýšení Napajedel na město císařem Františkem Josefem I. dne 14. listopadu 1898.
Architekt a místní rodák Jan Sedláček posuzoval pět návrhů na stavbu, včetně návrhu Dominika Feye. Nakonec Sedláček předložil i vlastní návrh a projektem pověřil Feye. Feyovým dílem je především venkovní novorenesanční fasáda s prvky secese. Stavitel Jindřich Schleps zboural původní budovy na pozemku a 3. března 1903 začal s výstavbou. Do podzimu byla hotova hrubá stavba včetně zastřešení.
Slavnostní otevření radnice 14. srpna 1904 zorganizoval historik a národní buditel Vincenc Prasek. Součástí oslav byla i týdenní národopisná výstava českých a moravských měst, kterou navštívili například Leoš Janáček nebo František Bartoš. Nová radnice zůstala ještě dlouhá léta bez elektřiny. V roce 1955 se zrekonstruovala venkovní fasáda.

## Popis
Hlavní průčelí jednopatrové budovy je orientováno k jihovýchodu. Její střední zvýšená část je předsunuta před boční křídla. V této části je hlavní vstup do budovy, nad nímž je balkon a tři velká okna hlavního sálu. Na levé straně radnice je věž s hodinami. Její dva ciferníky vyzdobil akademický malíř Jano Kohler mozaikami z glazované keramiky o rozměrech 505×505 cm, které vyrobila firma RAKO. Mimo radnici Köhler později vymaloval i zdejší kostel sv. Bartoloměje či klášterní kapli. Dominik Fey si od něj nechal stejnou technikou vytvořit mozaiky na svůj dům v Uherském Hradišti. V prvním patře mezi okny je pískovcová socha svatého Jiří od Franty Úprky. Svatý Jiří je patronem města a je vyobrazen na městském znaku.
V obřadní síni provedl nástěnné malby František Zahrádka. Jsou zde vymalovány znaky moravských měst. Vitráže v oknech zhotovil brněnský sklenářský mistr Benedikt Škarda. Vitráže ve třech oknech obřadní síně zobrazují znaky českého království a v okně na hlavním schodišti je znak Napajedel. V pracovně starosty je pak okno s vitráží se svatým Jiřím v brnění. Nábytek v pracovnách starosty, tajemníka a v zasedací místnosti navrhl také Dominik Fey a některý se dochoval dodnes.

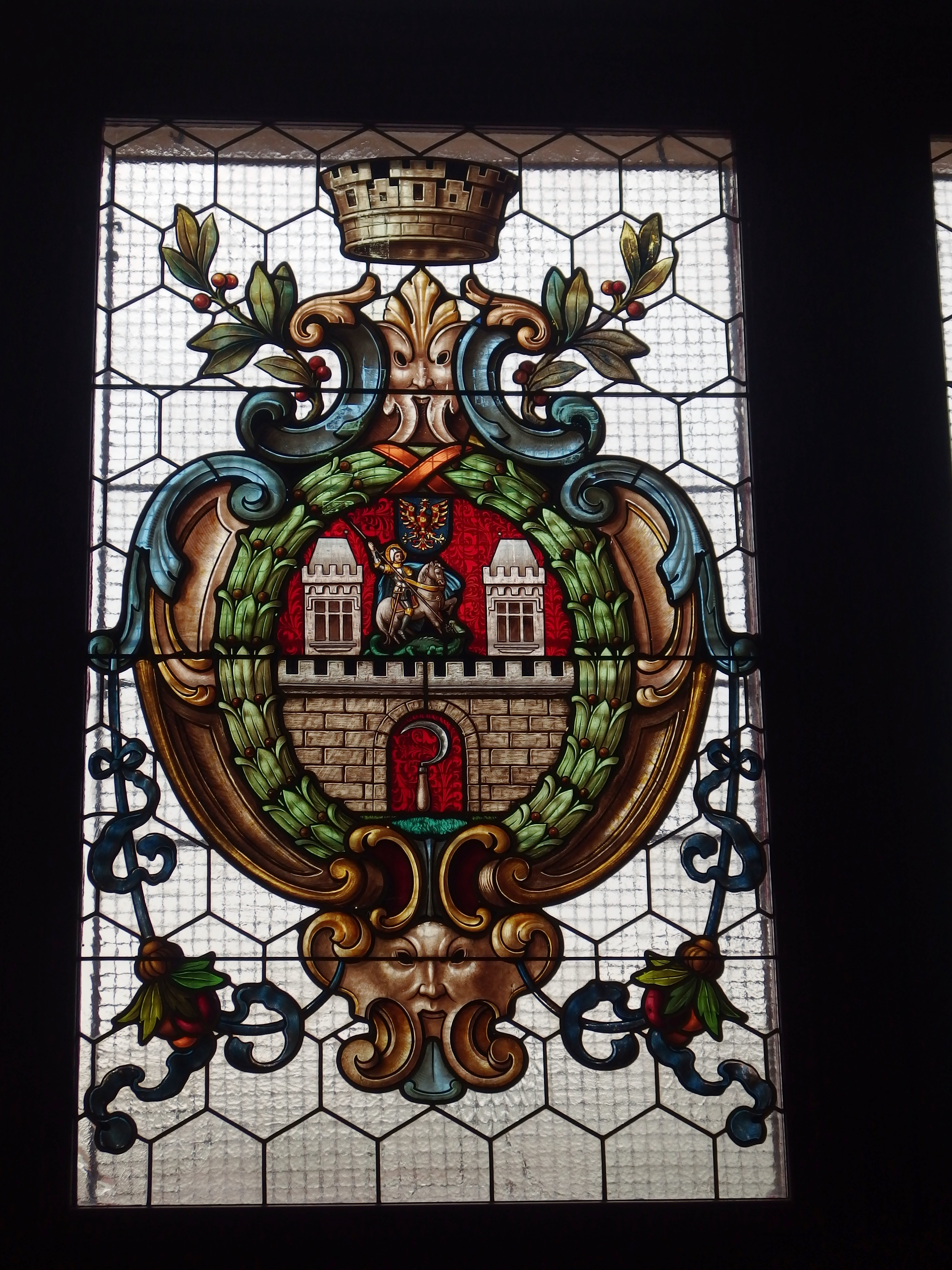
Znak města na vitráži u hlavního schodiště
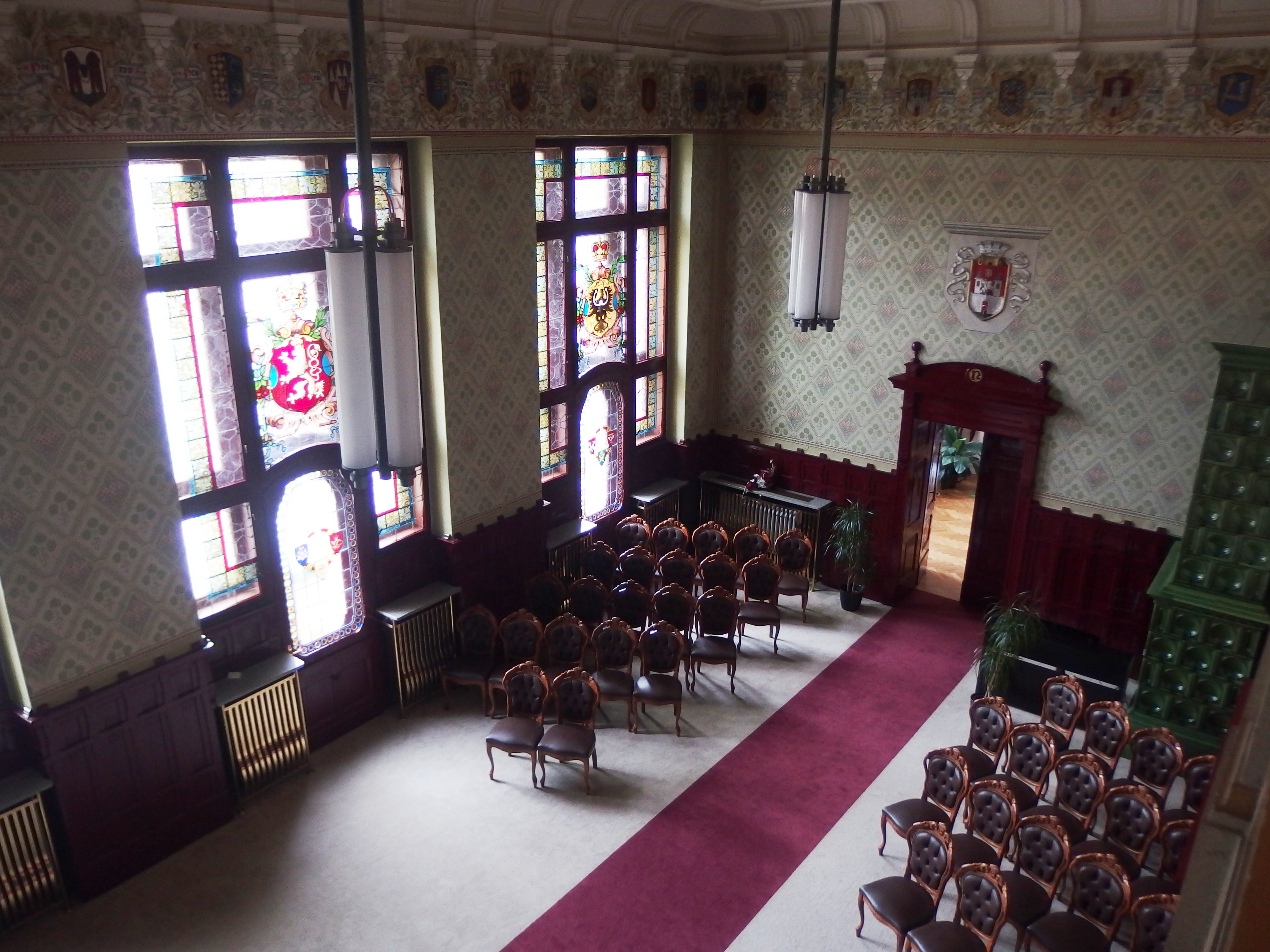
Obřadní síň
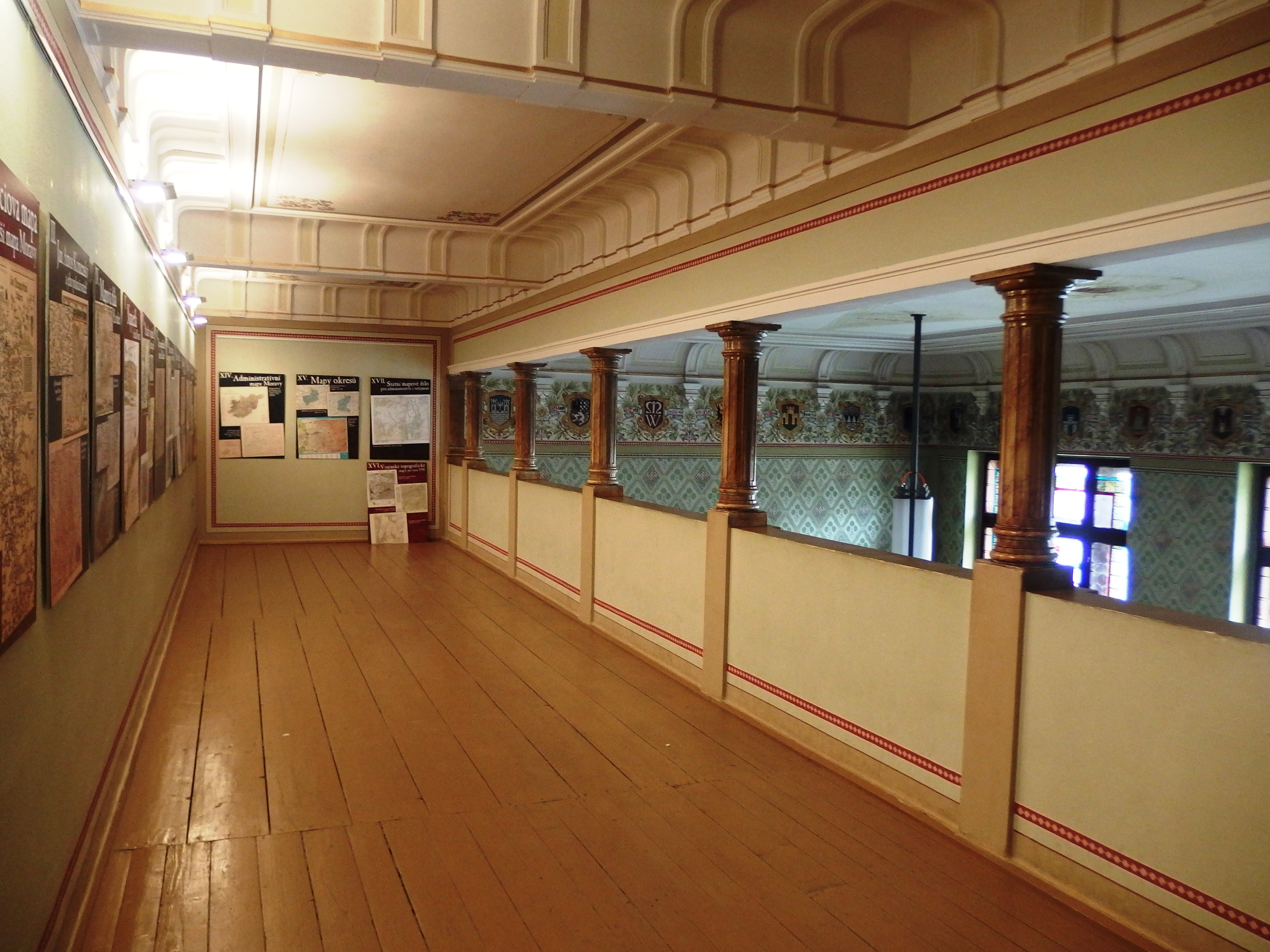
Balkon obřadní síně
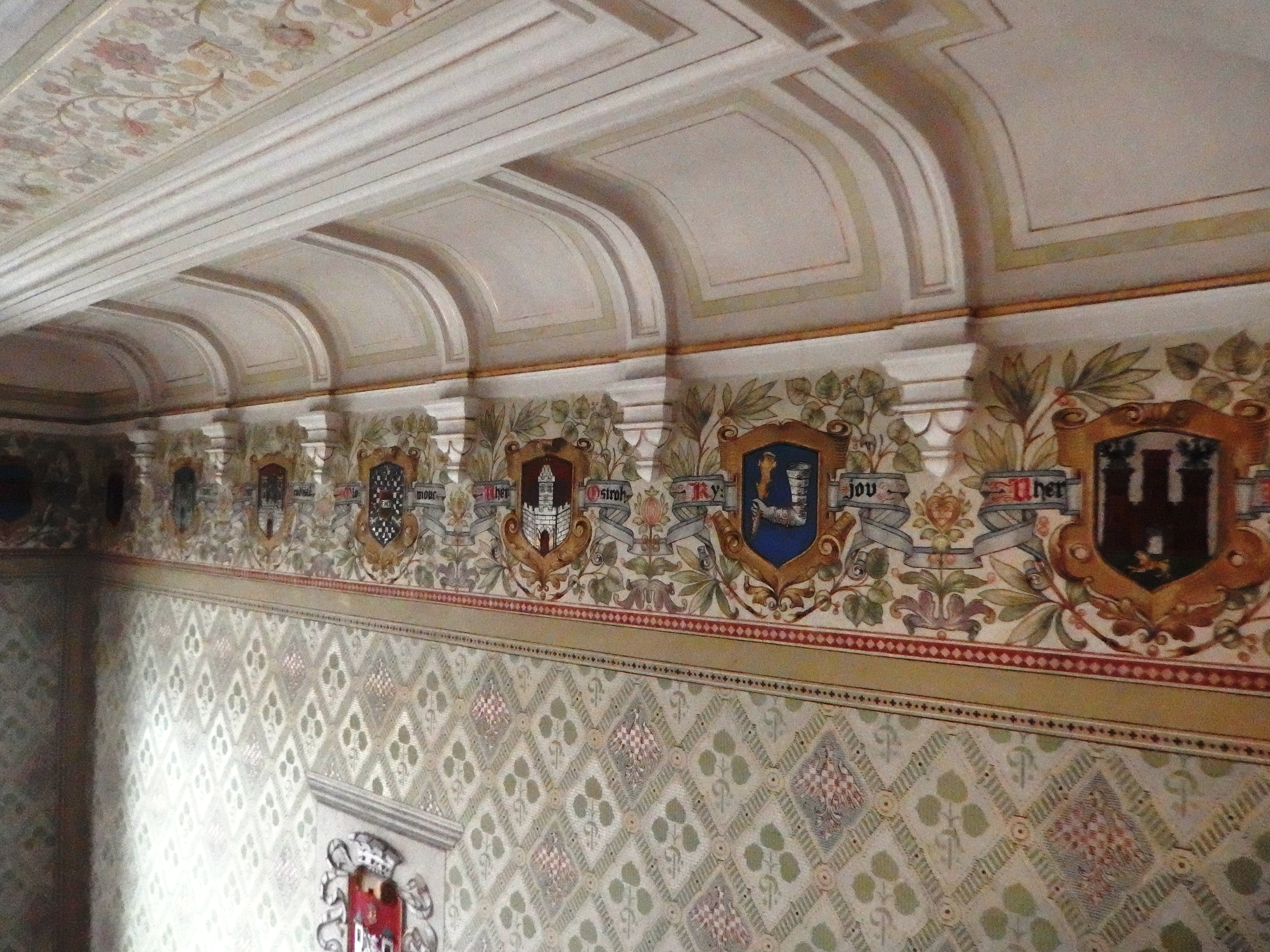
Znaky moravských měst v obřadní síni
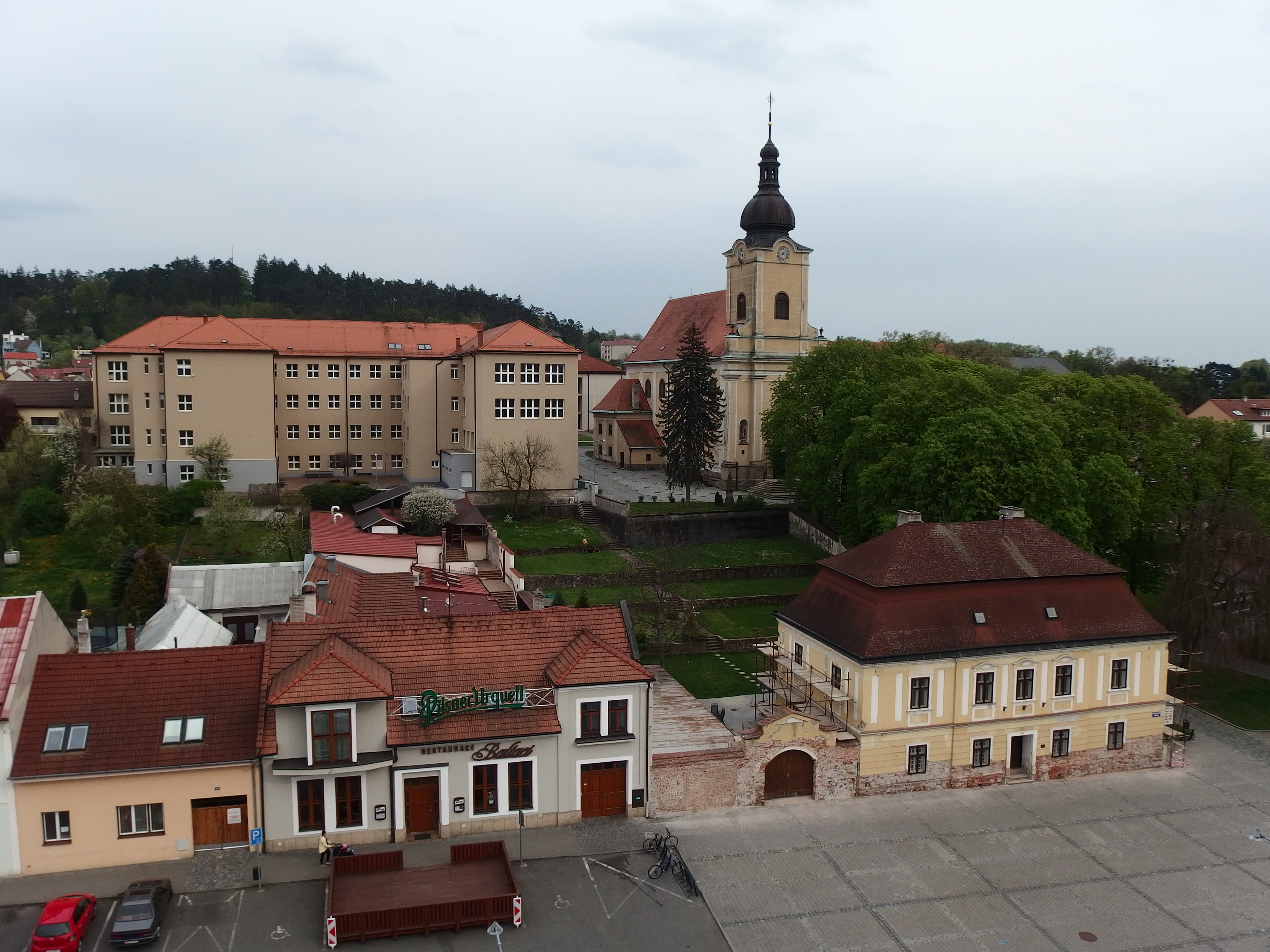
Výhled z věže na město